# Supercar
Pour les articles homonymes, voir Supercar (homonymie).
Supercar (littéralement « super voiture » en français) est un terme informel parfois utilisé pour qualifier des véhicules extrêmement performants pour leur époque. Ce terme est très discuté dans la mesure où il n'en existe aucune définition officielle ; de fait, il n'existe pas de liste exhaustive de modèles ainsi classés et chaque personne peut se faire sa propre idée de ce qu'est une supercar.

## Définition
Malgré le flou relatif de cette notion, plusieurs définitions plus ou moins précises peuvent nous donner des indications quant aux voitures à inclure dans cette catégorie :
L'Oxford English Dictionary définit ainsi le terme : « Une voiture de sport hautes performances », sans plus de précisions.
Certains magazines spécialisés dans la presse automobile en ont quant à eux établi une définition à vocation interne. Voici celle du magazine français Sport Auto : « une voiture ultra-sportive, aux performances extrêmes et hors de prix. Mais cela ne suffit pas : il faut qu'elle offre une technicité, des matériaux ou des solutions réservées à la compétition. Enfin et surtout, il faut qu'elle soit issue d'une production confidentielle, le plus souvent en marge des séries habituelles du constructeur. Qu'elle en soit la représentante ultime, l'ambassadrice de choc, la vitrine technologique. ».
Supercar peut aussi être défini comme suit : une voiture de sport très chère et rapide. Vendue par des constructeurs "élite" comme étant rare et faisant partie d'une production limitée.
Supercar est aussi une expression pour désigner des modèles uniques, comme des voitures ayant eu beaucoup de modifications.

## Historique

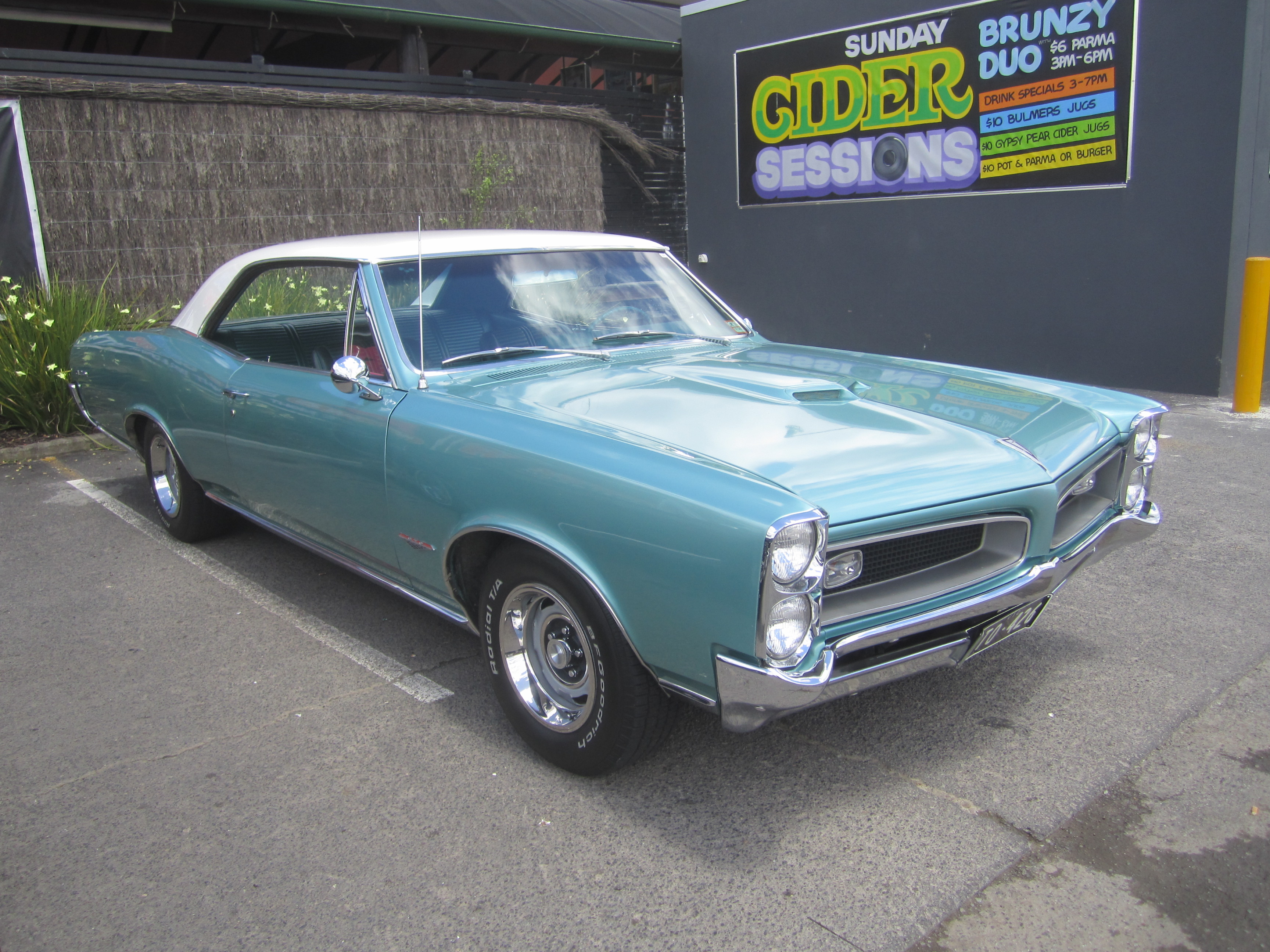
Pontiac GTO (1966).

Le mot « supercar » est apparu pour la première fois le 11 novembre 1920, dans une publicité publiée dans le quotidien britannique The Times : « Si vous êtes tenté par une supercar, vous ne pouvez pas ignorer les prétentions de l’Ensign 6 ». La revue Popular Science, en 1966, qualifie plusieurs modèles de supercars, tout en précisant qu'ils ont les moteurs les plus puissants, mais aussi des bons freins et des suspensions dures. En font partie par exemple la Buick Skylark GS 400, la Pontiac GTO ou encore la Dodge Coronet. En Europe, la Lamborghini Miura sortie en 1966 est considérée comme une des voitures les plus puissantes de son époque, et l'une des premières supercar.

## Terminologies
Dans la guerre aux superlatifs et pour distinguer les modèles les plus performants et exceptionnels du reste des supercars, sont apparus d'autres termes comme « hypercar » (littéralement « hyper voiture » en français). C'est un terme parfois utilisé par la presse et certains constructeurs à des fins marketing et aucun critère précis ne caractérise ce genre de modèle.
Le terme « megacar » est utilisé par la marque Koenigsegg, dans sa communication concernant la Koenigsegg One:1,. Celle-ci a en effet une puissance de 1 000 kW (1 360 ch), soit 1 Mégawatt, d'où la dénomination de megacar. Il ne s'agit donc pas d'une catégorie à proprement parler.
Dans le reste de cet article, les modèles sont tous regroupés sous la dénomination de « supercar », par simplification.

## Exemples de supercars par décennies
Les véhicules sont classés dans la décennie de leur première année de production. Ainsi, la Vector W8 produite entre 1989 et 1993 est classée dans les années 1980.

### Années 1950
- Jaguar XKSS
- Mercedes-Benz 300 SL

### Années 1960

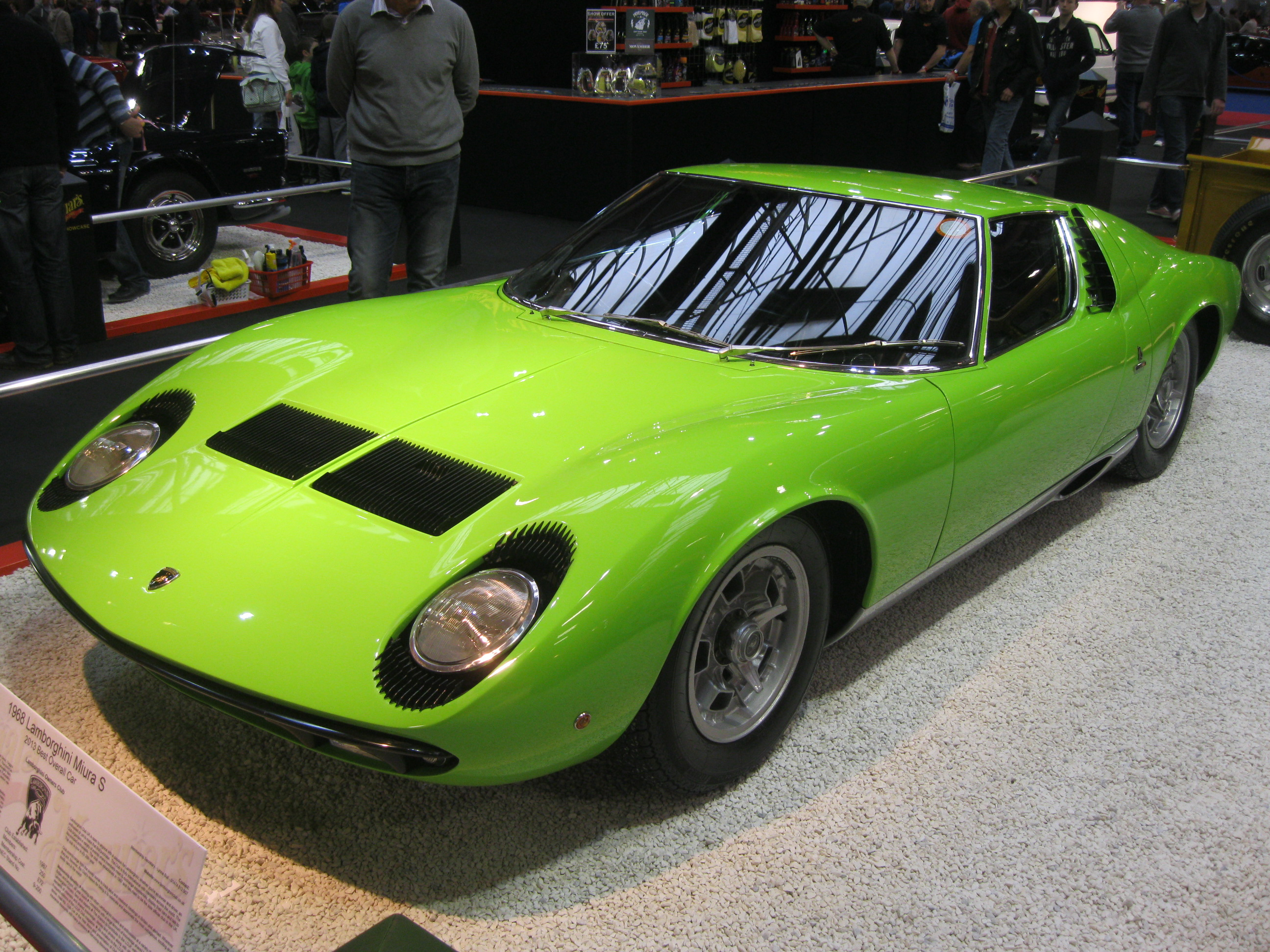
Lamborghini Miura P400S.

- AC Cobra
- Ferrari 500 Superfast
- Ford GT40
- Lamborghini Miura
- Sbarro Lola T70
- Ferrari 250 GTO

### Années 1970

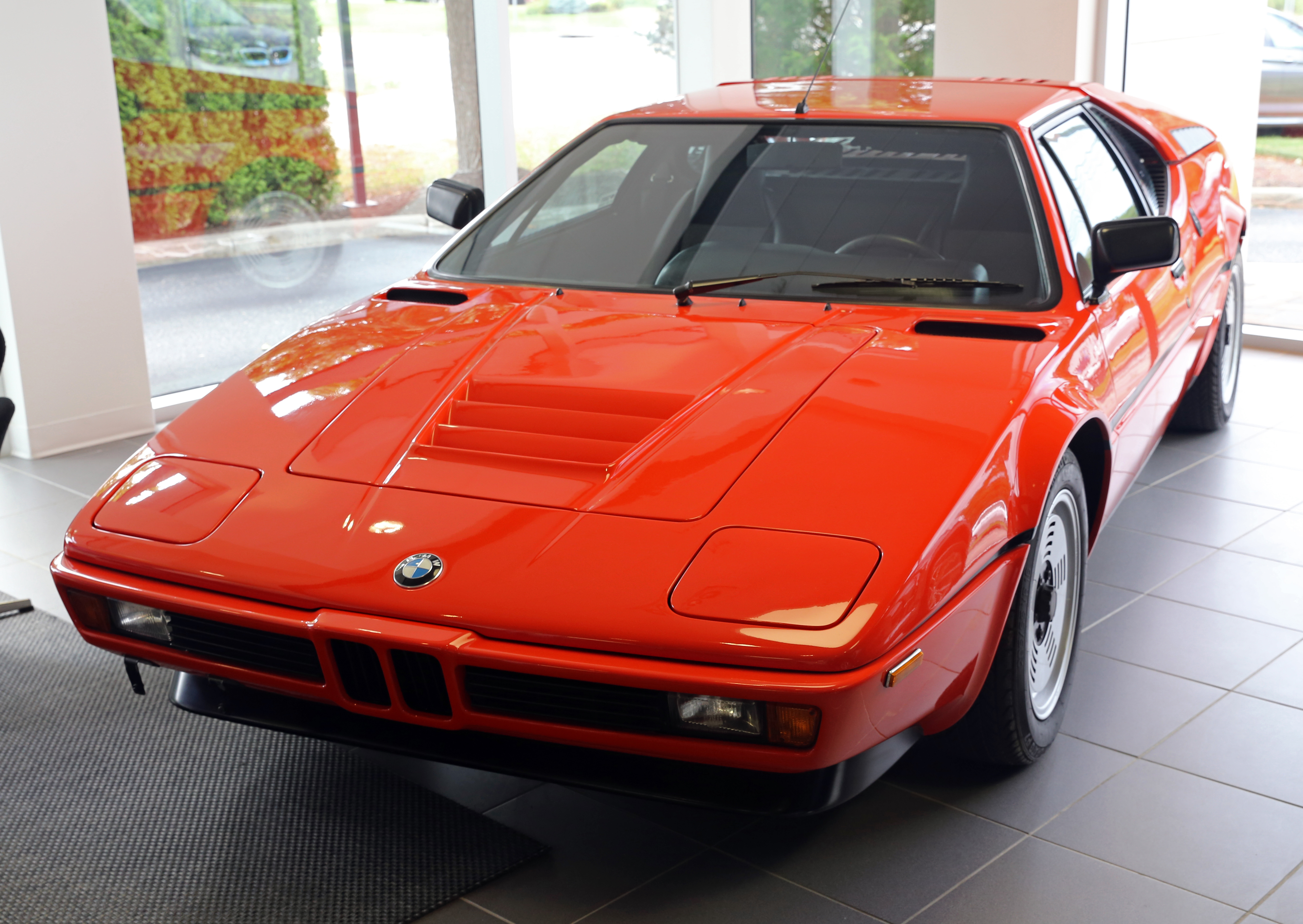
BMW M1 (1978).

- BMW M1
- De Tomaso Pantera
- Lamborghini Countach
- Panther 6

### Années 1980
- Cizeta-Moroder V16T
- Ferrari 288 GTO
- Ferrari F40
- Isdera Imperator
- Ruf CTR
- Porsche 959
- Vector W8

### Années 1990

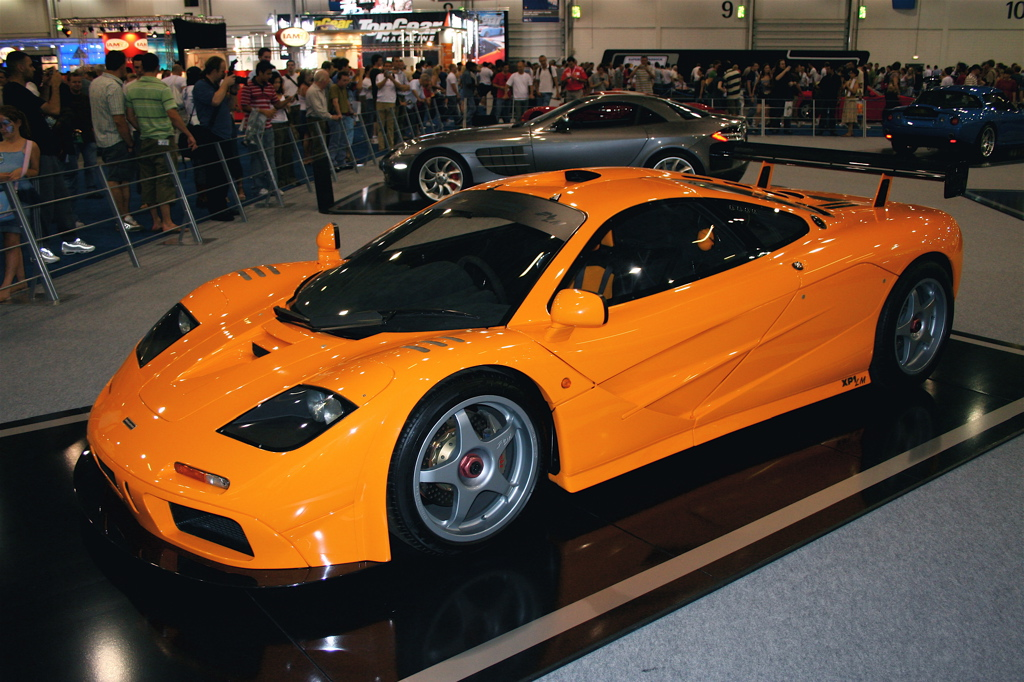
McLaren F1 (1993).

- Aston Martin V8 Vantage Le Mans
- Bugatti EB110
- Ferrari F50
- Isdera Commendatore
- Jaguar XJR-15
- Jaguar XJ220
- Jimenez Novia W16
- Lamborghini Diablo
- Lister Storm
- Lotus Elise GT1
- McLaren F1
- Mercedes-Benz CLK GTR
- Mosler Consulier GTP
- Nissan R390
- MTX Tatra V8 (en)
- Pagani Zonda C12
- Panoz Esperante GTR-1
- Porsche 911 GT1
- Porsche Dauer 962 LM
- Saker GT
- Vector W12
- Venturi 400 GT
- Volkswagen W12
- Yamaha OX99-11

### Années 2000

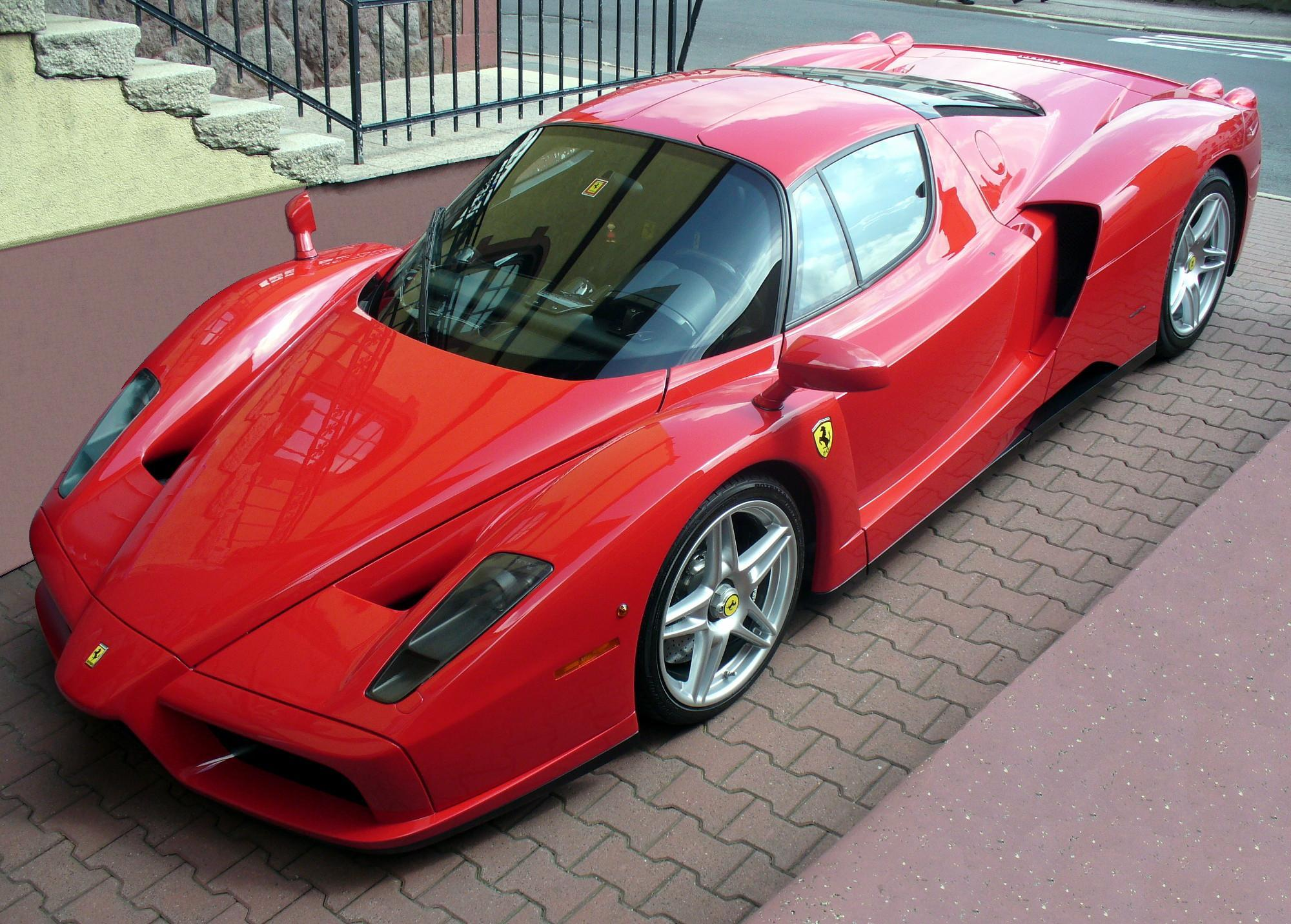
Ferrari Enzo (2002)

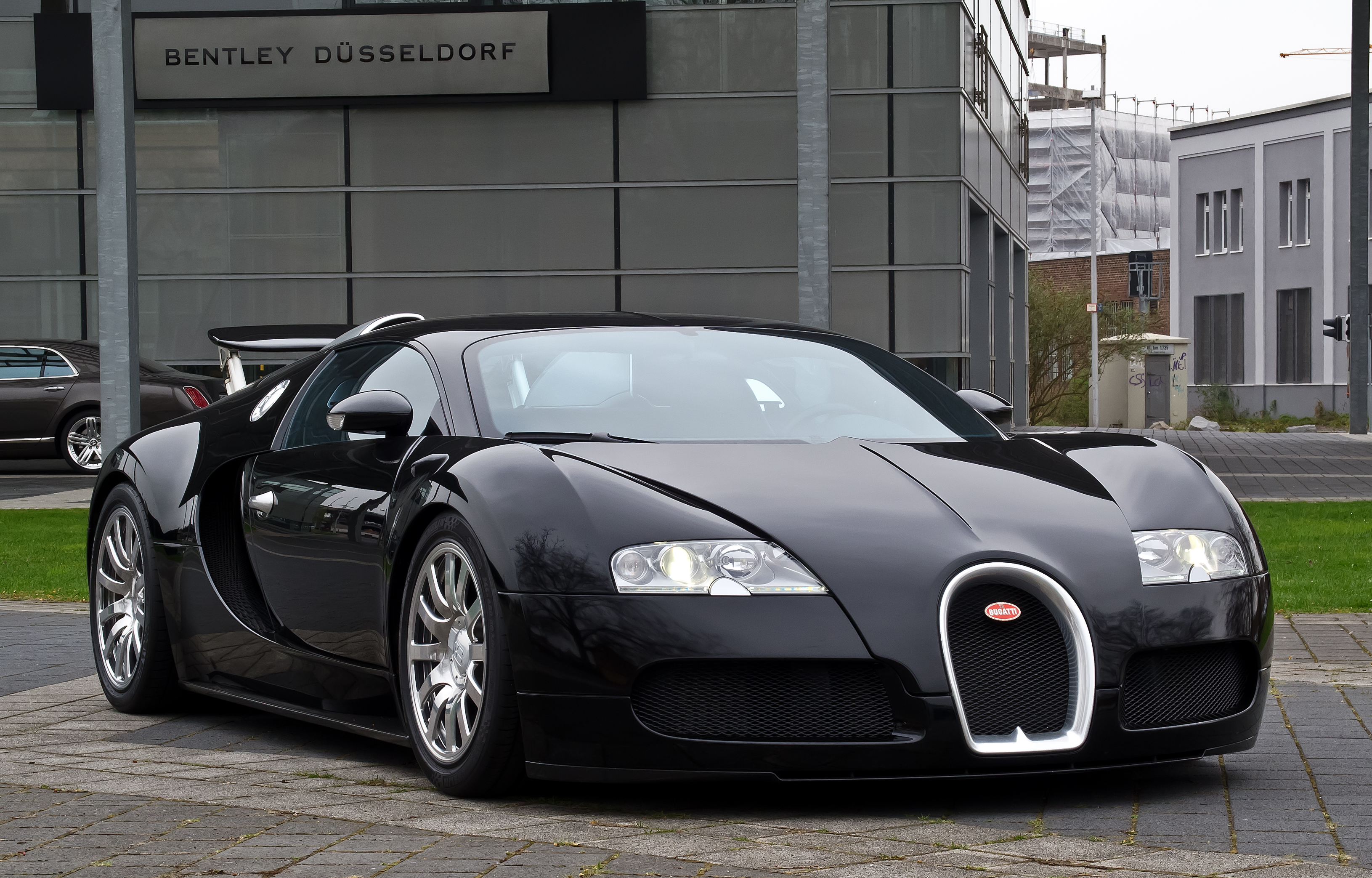
Bugatti Veyron 16.4 (2005)

| Modèle                    | Nationalité            | Puissance maximale (ch) | Vitesse maximale (km/h) | 0 à 100 km/h (s) |
| ------------------------- | ---------------------- | ----------------------- | ----------------------- | ---------------- |
| 9ff GT9                   | Drapeau de l'Allemagne | 987                     | 408                     | 2,9              |
| Ascari KZ1                | Drapeau du Royaume-Uni | 500                     | 322                     | 3,7              |
| Aston Martin One-77       | Drapeau du Royaume-Uni | 760                     | 354                     | 3,3              |
| B.Engineering Edonis      | Drapeau de l'Italie    | 680                     | 365                     | 3,2              |
| Bristol Fighter T         | Drapeau du Royaume-Uni | 1 012                   | 362                     | 3,7              |
| Bugatti Veyron 16.4       | Drapeau de la France   | 1 001 à 1 200           | 408 à 434               | 2,5              |
| Caparo T1                 | Drapeau du Royaume-Uni | 610                     | 330                     | 2,5              |
| Ferrari Enzo              | Drapeau de l'Italie    | 660                     | 350                     | 3,5              |
| Ferrari FXX               | Drapeau de l'Italie    | 800                     | 360                     | 2,5              |
| Gumpert Apollo            | Drapeau de l'Allemagne | 650                     | 360                     | 2,9              |
| Koenigsegg CC8S           | Drapeau de la Suède    | 655                     | 386                     | 3,2              |
| Koenigsegg CCX            | Drapeau de la Suède    | 906                     | 395                     | 3,2              |
| Laraki Fulgura            | Drapeau du Maroc       | 660                     | 350                     | 3,4              |
| Lamborghini Murciélago    | Drapeau de l'Italie    | 580                     | 330                     | 3,6              |
| Lamborghini Reventón      | Drapeau de l'Italie    | 650                     | 340                     | 3,4              |
| Maserati MC12             | Drapeau de l'Italie    | 630                     | 330                     | 3,8              |
| Maxximus G-Force          | Drapeau des États-Unis | 1 600                   | 413                     | 2,1              |
| Mercedes-Benz SLR McLaren | Drapeau de l'Allemagne | 626                     | 334                     | 3,7              |
| Mosler MT900 GTR XX       | Drapeau des États-Unis | 620                     | 340                     | 3,1              |
| Pagani Zonda R            | Drapeau de l'Italie    | 750                     | 375                     | 2,7              |
| Porsche Carrera GT        | Drapeau de l'Allemagne | 612                     | 330                     | 3,8              |
| Ruf CTR3                  | Drapeau de l'Allemagne | 700                     | 375                     | 3,2              |
| Saleen S7 Twin-Turbo      | Drapeau des États-Unis | 750                     | 340                     | 2,8              |
| SSC Ultimate Aero         | Drapeau des États-Unis | 1 183                   | 412                     | 2,8              |
| Ultima GTR                | Drapeau du Royaume-Uni | 720                     | 368                     | 2,7              |
| Zenvo ST1                 | Drapeau du Danemark    | 1 104                   | 375                     | 3,0              |

### Années 2010

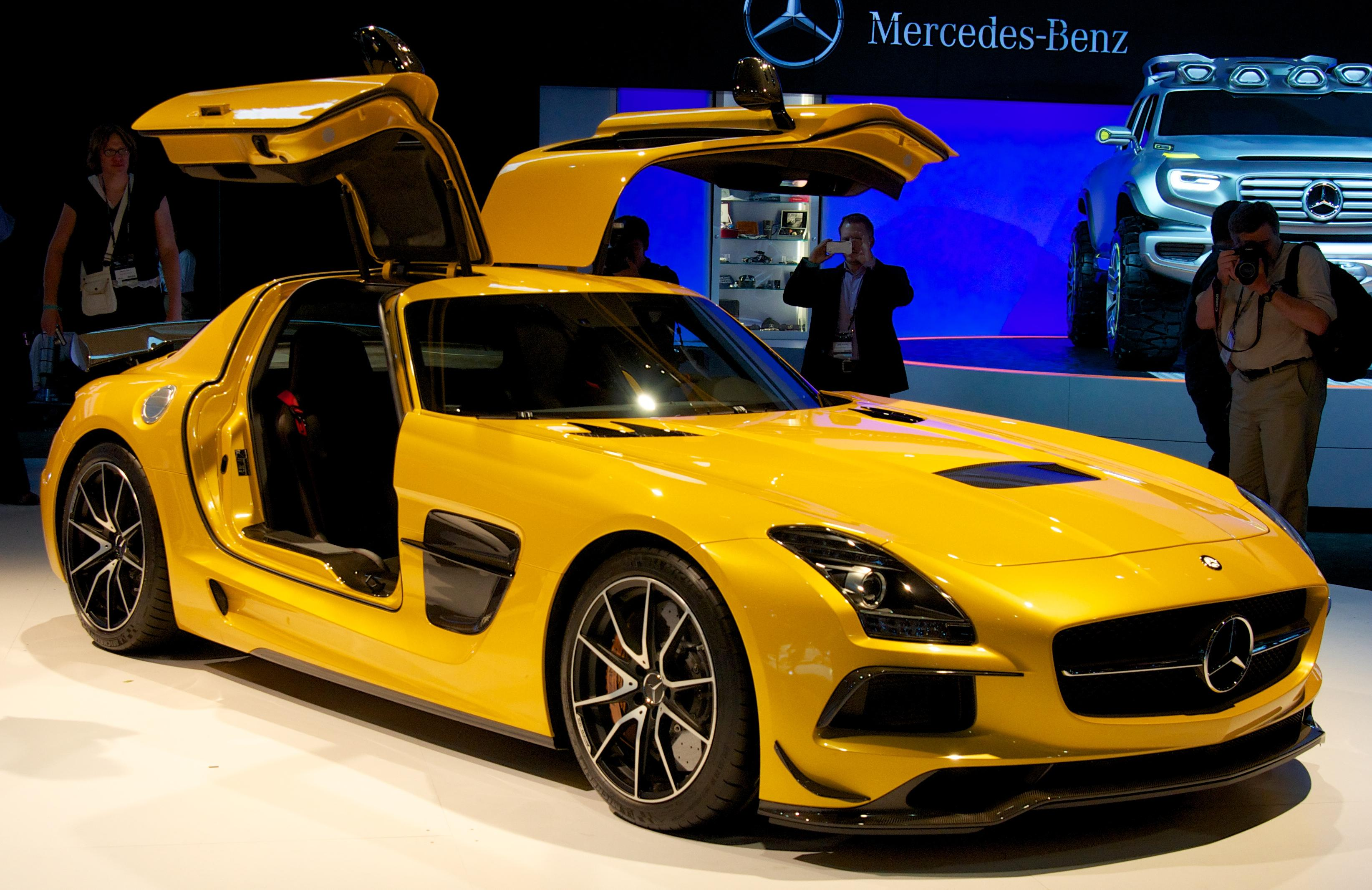
Mercedes-Benz SLS AMG (2010)

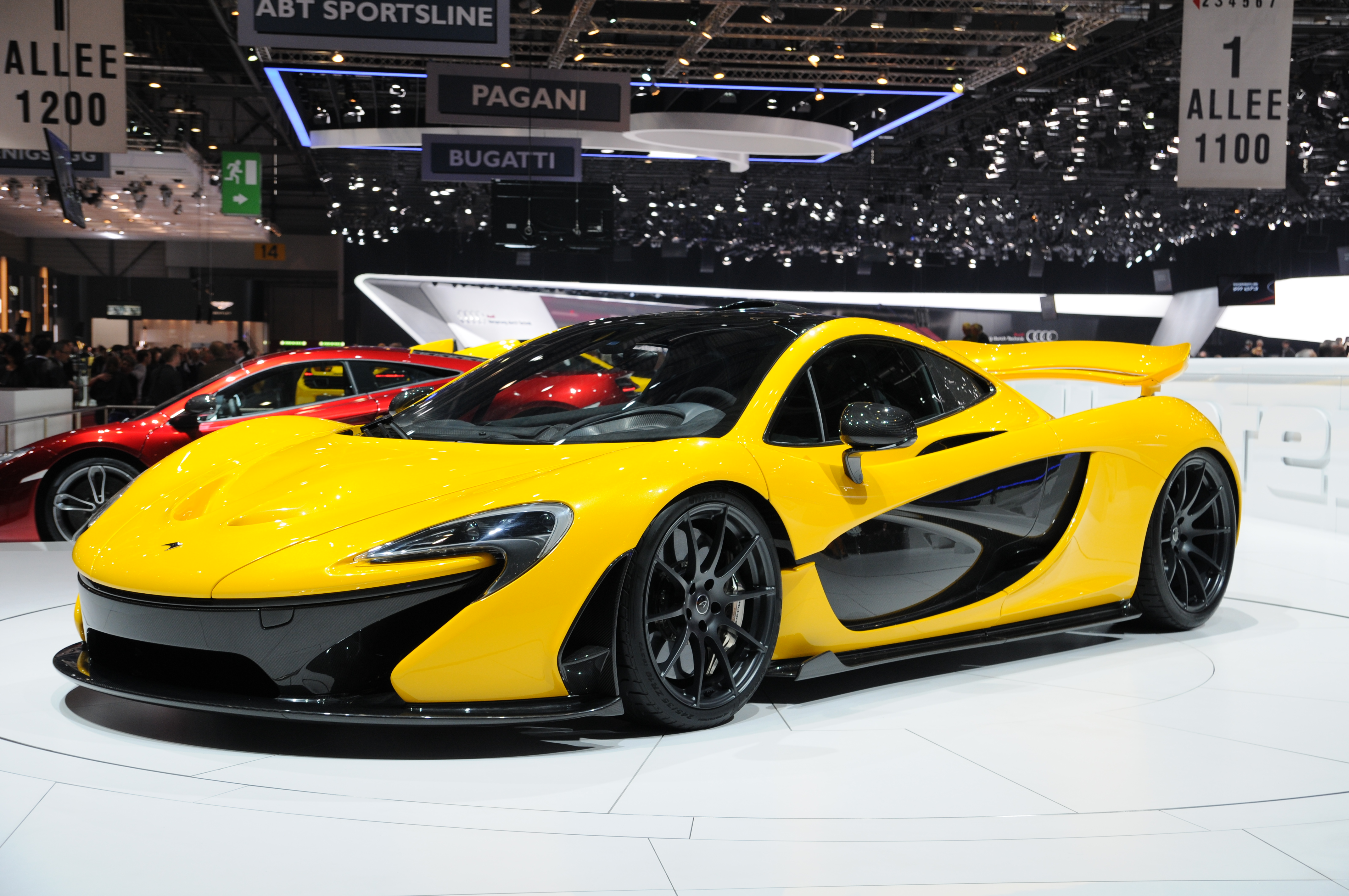
McLaren P1 (2013)

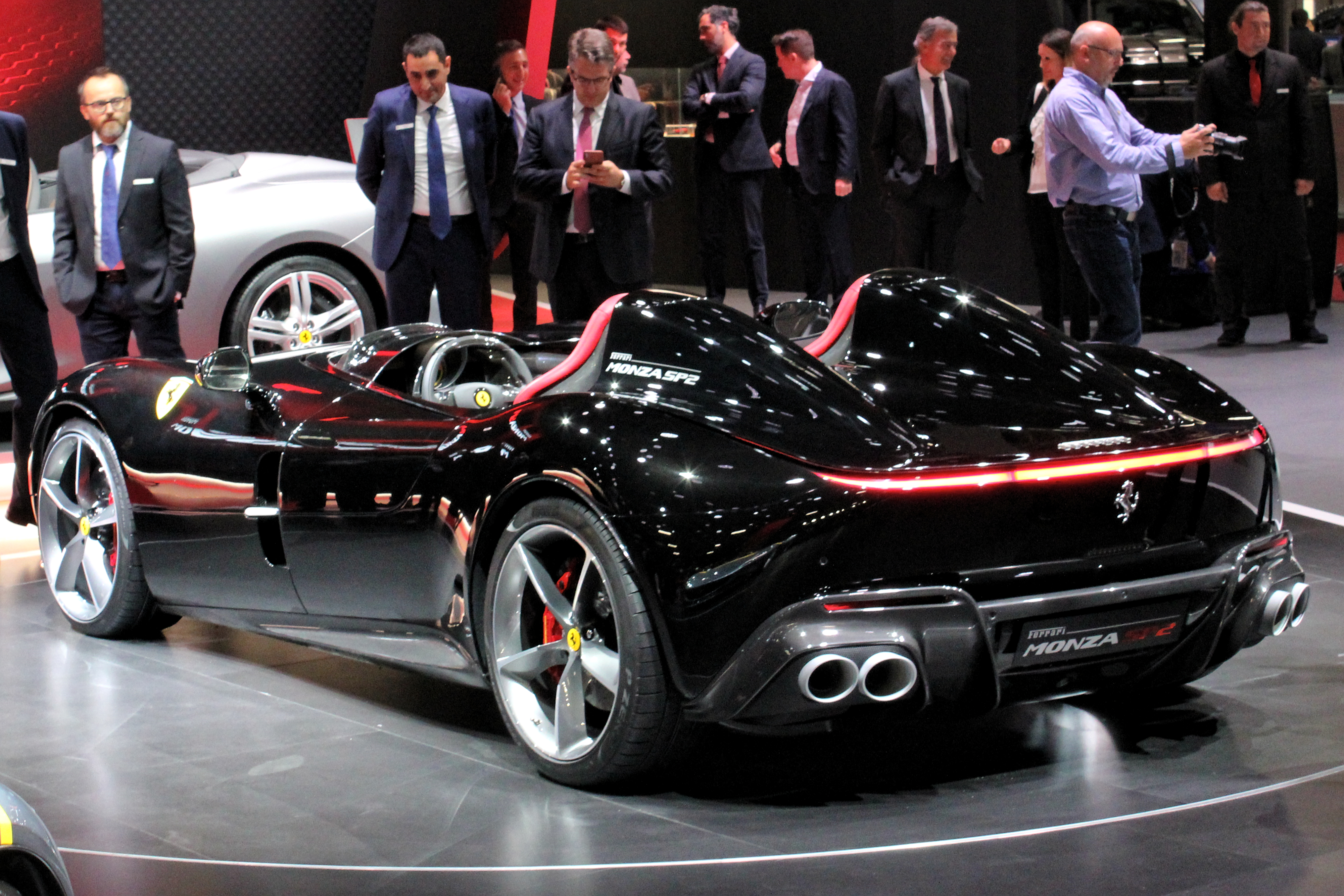
Ferrari Monza SP2

Depuis les années 2010, la vitesse maximale atteint des valeurs encore inédites. On voit l'apparition de supercars hybrides, comme la McLaren P1, la Porsche 918 Spyder, la Ferrari LaFerrari, ou la  Koenigsegg Regera.
| Modèle                   | Nationalité                                 | Énergie                     | Puissance maximale (ch) thermique + électrique | Vitesse maximale (km/h) | 0 à 100 km/h (s) |
| ------------------------ | ------------------------------------------- | --------------------------- | ---------------------------------------------- | ----------------------- | ---------------- |
| Aspark Owl               | Drapeau du Japon                            | Électricité                 | 2 012                                          | 400                     | 1,69             |
| Brabham BT62R            | Drapeau du Royaume-Uni                      | Essence                     | 710                                            | 340                     | 2,8              |
| Bugatti Chiron           | Drapeau de la France                        | Essence                     | 1 500                                          | 420                     | 2,4              |
| De Tomaso P72            | Drapeau de l'Italie                         | Essence                     | 700                                            |                         |                  |
| Ferrari 812 Superfast    | Drapeau de l'Italie                         | Essence                     | 800                                            | 345                     | 3,0              |
| Ferrari LaFerrari        | Drapeau de l'Italie                         | Hybride essence électricité | 800 + 163                                      | 370                     | 2,9              |
| Ferrari Monza SP1 et SP2 | Drapeau de l'Italie                         | Essence                     | 810                                            | 300                     | 3,1              |
| Hennessey Venom GT       | Drapeau des États-Unis                      | Essence                     | 1 244                                          | 435                     | 2,7              |
| Hispano-Suiza Carmen     | Drapeau de l'Espagne                        | Électricité                 | 1 019                                          | 250                     | 3,0              |
| Koenigsegg One:1         | Drapeau de la Suède                         | Essence / Éthanol           | 1 360                                          | 440                     | 2,8              |
| Koenigsegg Regera        | Drapeau de la Suède                         | Hybride essence électricité | 1 500                                          | 400                     | 2,8              |
| Lamborghini Aventador    | Drapeau de l'Italie                         | Essence                     | 700                                            | 350                     | 2,9              |
| Lamborghini Veneno       | Drapeau de l'Italie                         | Essence                     | 750                                            | 350                     | 2,9              |
| Lamborghini Centenario   | Drapeau de l'Italie                         | Essence                     | 770                                            | 350                     | 2,9              |
| Lamborghini SC18 Alston  | Drapeau de l'Italie                         | Essence                     | 770                                            | 350                     | 2,9              |
| Locus HTT Plethore       | Drapeau du Canada                           | Essence                     | 750                                            | 350                     | 2,9              |
| McLaren P1               | Drapeau du Royaume-Uni                      | Hybride essence électricité | 736 + 179                                      | 350                     | 2,8              |
| McLaren Senna            | Drapeau du Royaume-Uni                      | Essence                     | 800                                            | 340                     | 2,8              |
| Mercedes-Benz SLS AMG    | Drapeau de l'Allemagne                      | Essence                     | 571                                            | 317                     | 3,8              |
| Nio EP9                  | Drapeau de la République populaire de Chine | Électricité                 | 1 360                                          | 313                     | 2,7              |
| Noble M600               | Drapeau du Royaume-Uni                      | Essence                     | 650                                            | 392                     | 3,0              |
| Porsche Carrera GT       | Drapeau de l'Allemagne                      | Essence                     | 612                                            | 330                     | 3,9              |
| Porsche 918 Spyder       | Drapeau de l'Allemagne                      | Hybride essence électricité | 610 + 265                                      | 345                     | 2,6              |
| Rimac Concept One        | Drapeau de la Croatie                       | Électricité                 | 1 088                                          | 355                     | 2,6              |
| SCG 003S                 | Drapeau des États-Unis                      | Essence                     | 750                                            | 350                     | 3,0              |
| VLF Force 1              | Drapeau des États-Unis                      | Essence                     | 756                                            | 351                     | 3,0              |

### Années 2020
| Modèle                             | Nationalité            | Énergie                     | Puissance maximale (ch) + électrique | Vitesse maximale (km/h) | 0-100 km/h (en s) |
| ---------------------------------- | ---------------------- | --------------------------- | ------------------------------------ | ----------------------- | ----------------- |
| Apollo Intensa Emozione            | Drapeau de l'Allemagne | Essence                     | 780                                  | 335                     | 2,7               |
| Aston Martin Valhalla              | Drapeau du Royaume-Uni | Essence                     | 1 000                                | 354                     | 2,5               |
| Aston Martin Valkyrie              | Drapeau du Royaume-Uni | Essence                     | 1 176                                | 400                     | 2,6               |
| Aston Martin V12 Speedster         | Drapeau du Royaume-Uni | Essence                     | 700                                  | 300                     | 3,5               |
| Bac Mono                           | Drapeau du Royaume-Uni | Essence                     | 332                                  | 274                     | 2,7               |
| Bugatti Divo                       | Drapeau de la France   | Essence                     | 1 500                                | 380                     | 2,4               |
| Czinger 21C                        | Drapeau des États-Unis | Hybride essence électricité | 1 233                                | 432                     | 1,9               |
| Delage D12                         | Drapeau de la France   | Hybride essence électricité | 1 230                                | 360                     | 2,5               |
| Felino cB7R                        | Drapeau du Canada      | Essence                     | 700                                  | 345                     | 2,9               |
| Gordon Murray Automotive T.50      | Drapeau du Royaume-Uni | Essence                     | 663                                  |                         |                   |
| Hennessey Venom F5                 | Drapeau des États-Unis | Essence                     | 1 842                                | 480                     | 2,4               |
| Koenigsegg Gemera                  | Drapeau de la Suède    | Hybride essence électricité | 1 700                                | 400                     | 1,9               |
| Lamborghini SC20                   | Drapeau de l'Italie    | Essence                     | 780                                  |                         | 2,9               |
| Lamborghini Sián                   | Drapeau de l'Italie    | Hybride essence électricité | 819                                  | 350                     | 2,8               |
| Lotus Evija                        | Drapeau du Royaume-Uni | Électricité                 | 2 000                                | 340                     | 3,0               |
| McLaren Elva                       | Drapeau du Royaume-Uni | Essence                     | 815                                  | 340                     | 2,7               |
| McLaren 765LT                      | Drapeau du Royaume-Uni | Essence                     | 765                                  | 330                     | 2,8               |
| Mercedes-AMG Project One           | Drapeau de l'Allemagne | Hybride essence électricité | 1 000                                | 350                     | 2,5               |
| Pagani Imola                       | Drapeau de l'Italie    | Essence                     | 827                                  | 360                     | 3,0               |
| Pininfarina Battista               | Drapeau de l'Allemagne | Électricité                 | 1 900                                | 402                     | 1,9               |
| RG Nathalie                        | Drapeau de l'Allemagne | Méthanol / Électricité      | 400 à 800                            | 305                     | 2,5               |
| Rimac Nevera                       | Drapeau de la Croatie  | Électricité                 | 1 914                                | 415                     | 1,85              |
| SCG 004S                           | Drapeau des États-Unis | Essence                     | 650                                  |                         |                   |
| SSC Tuatara                        | Drapeau des États-Unis | Essence                     | 1 775                                | 455,2                   | 2,7               |
| Spyros Panopoulos Automotive Chaos | Drapeau de la Grèce    | Essence                     | 2 077 à 3 107                        |                         | 1,9               |

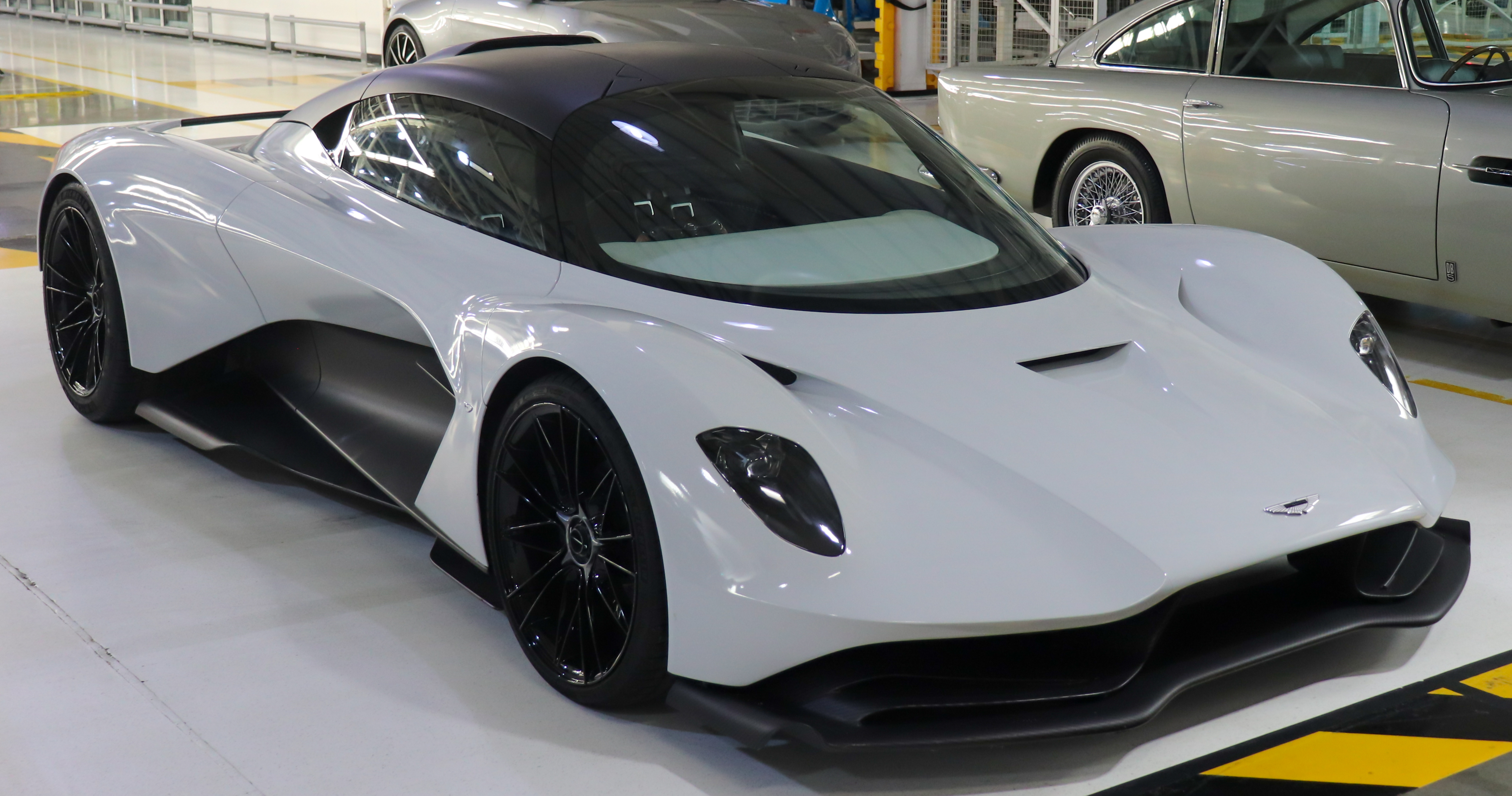
Aston Martin Valhalla.
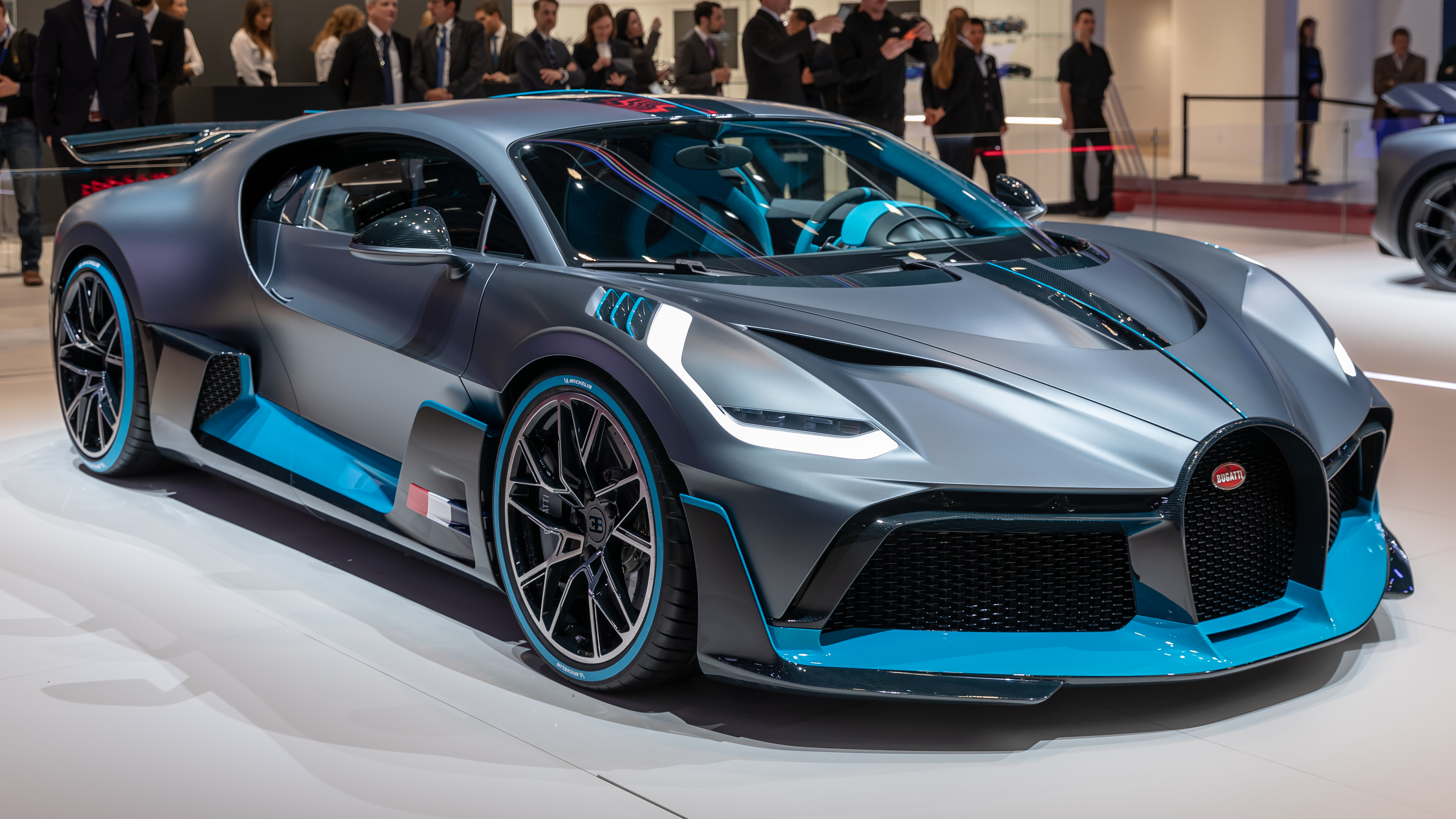
Bugatti Divo.
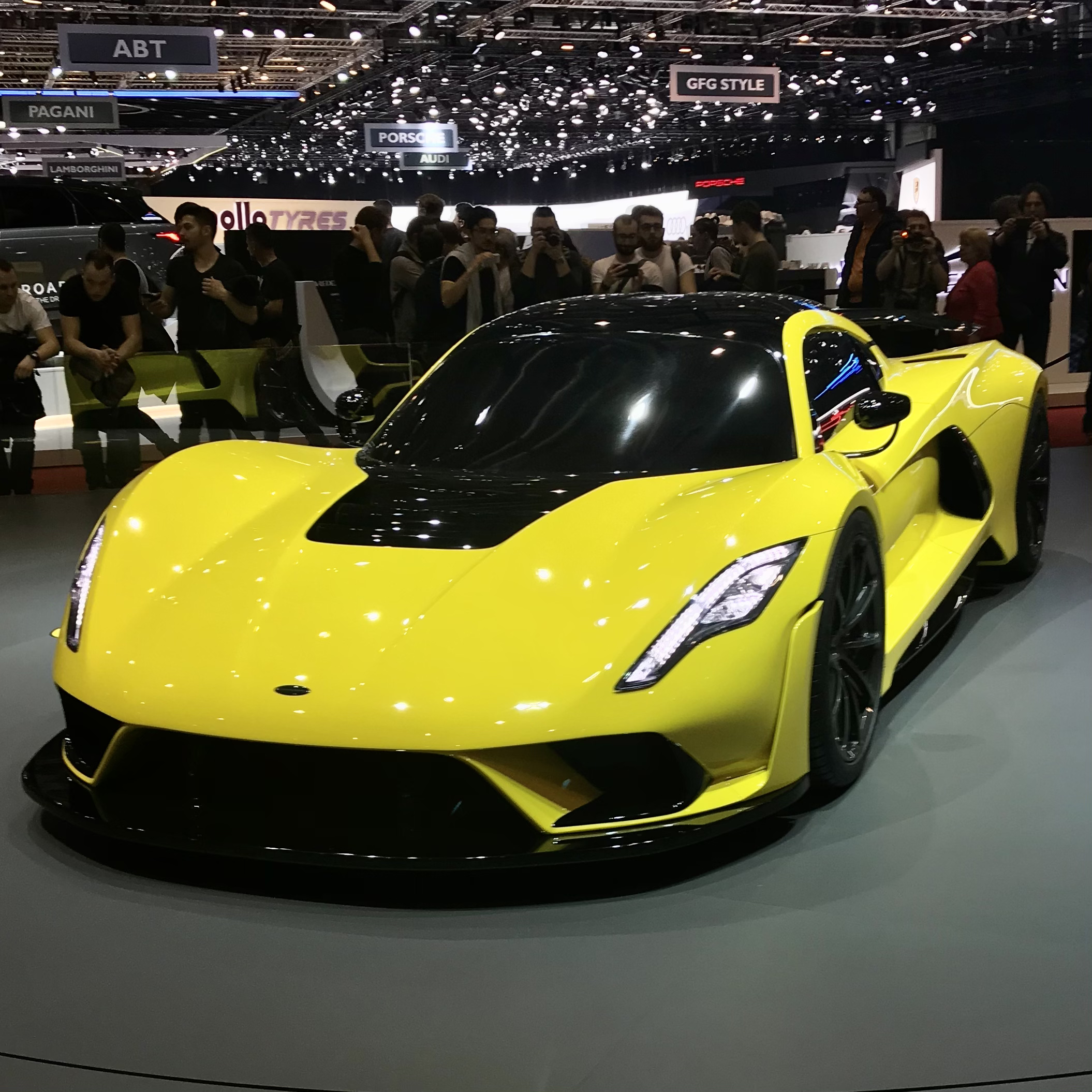
Hennessey Venom F5.
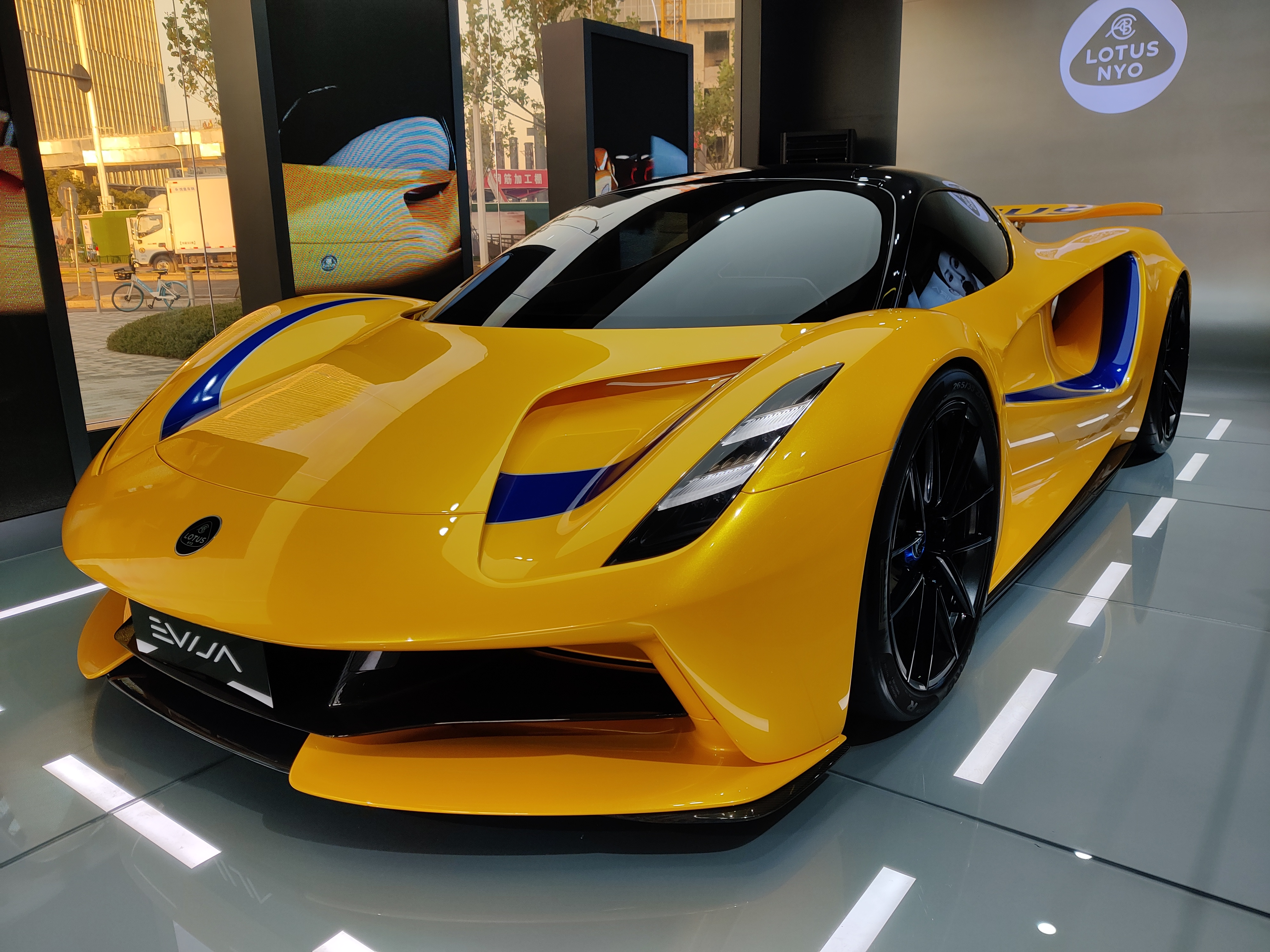
Lotus Evija.
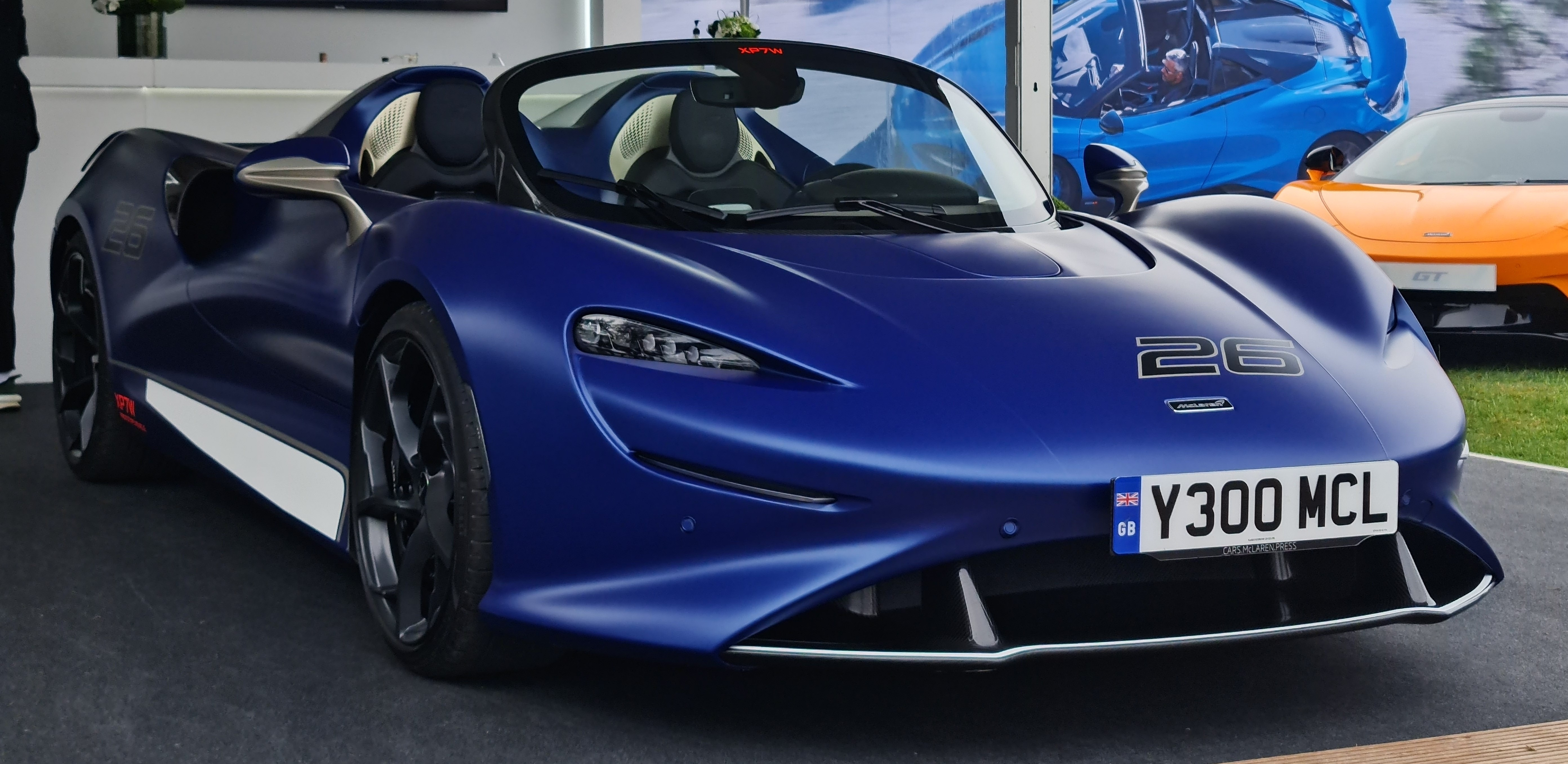
McLaren Elva.
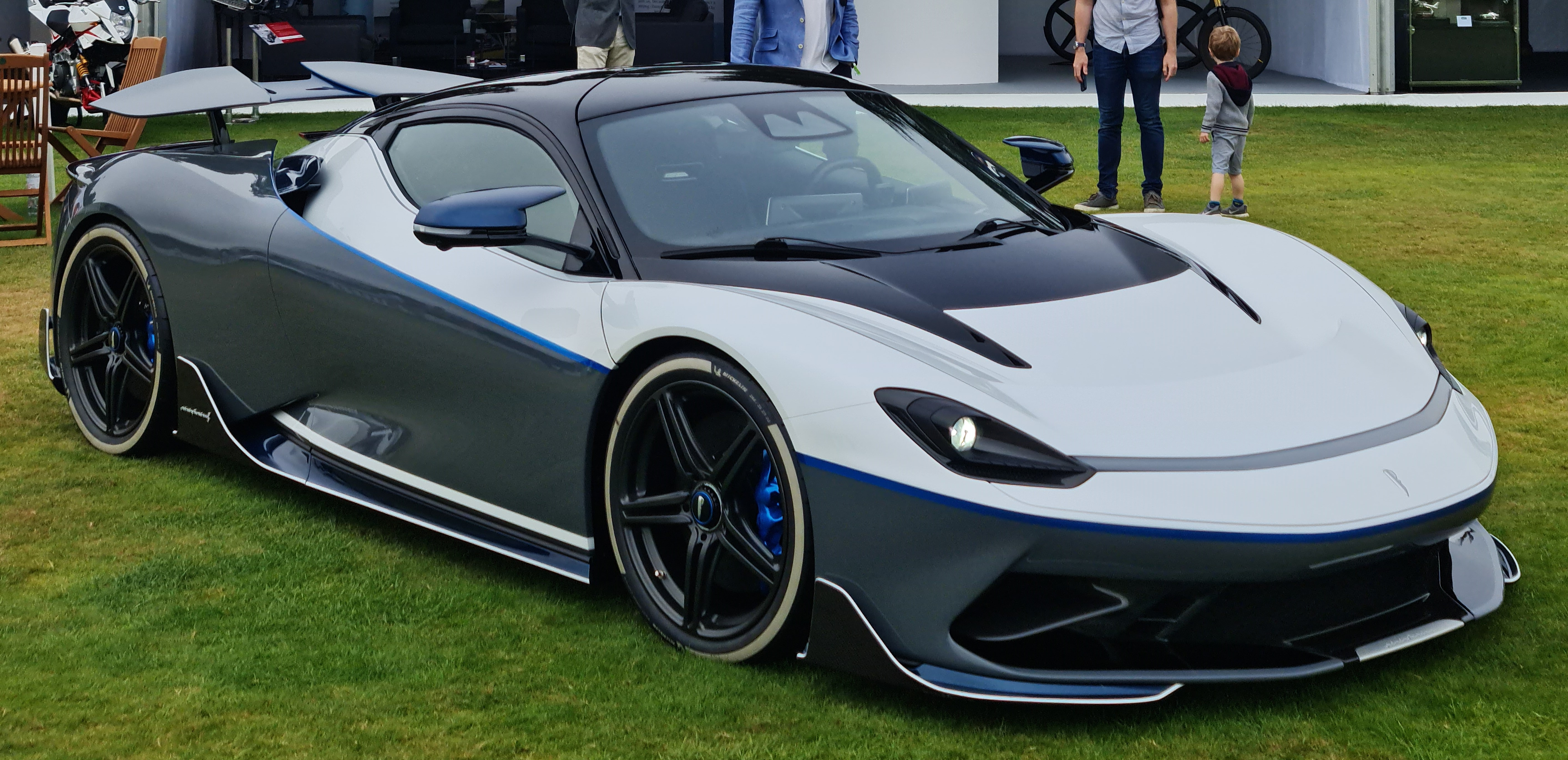
Pininfarina Battista.
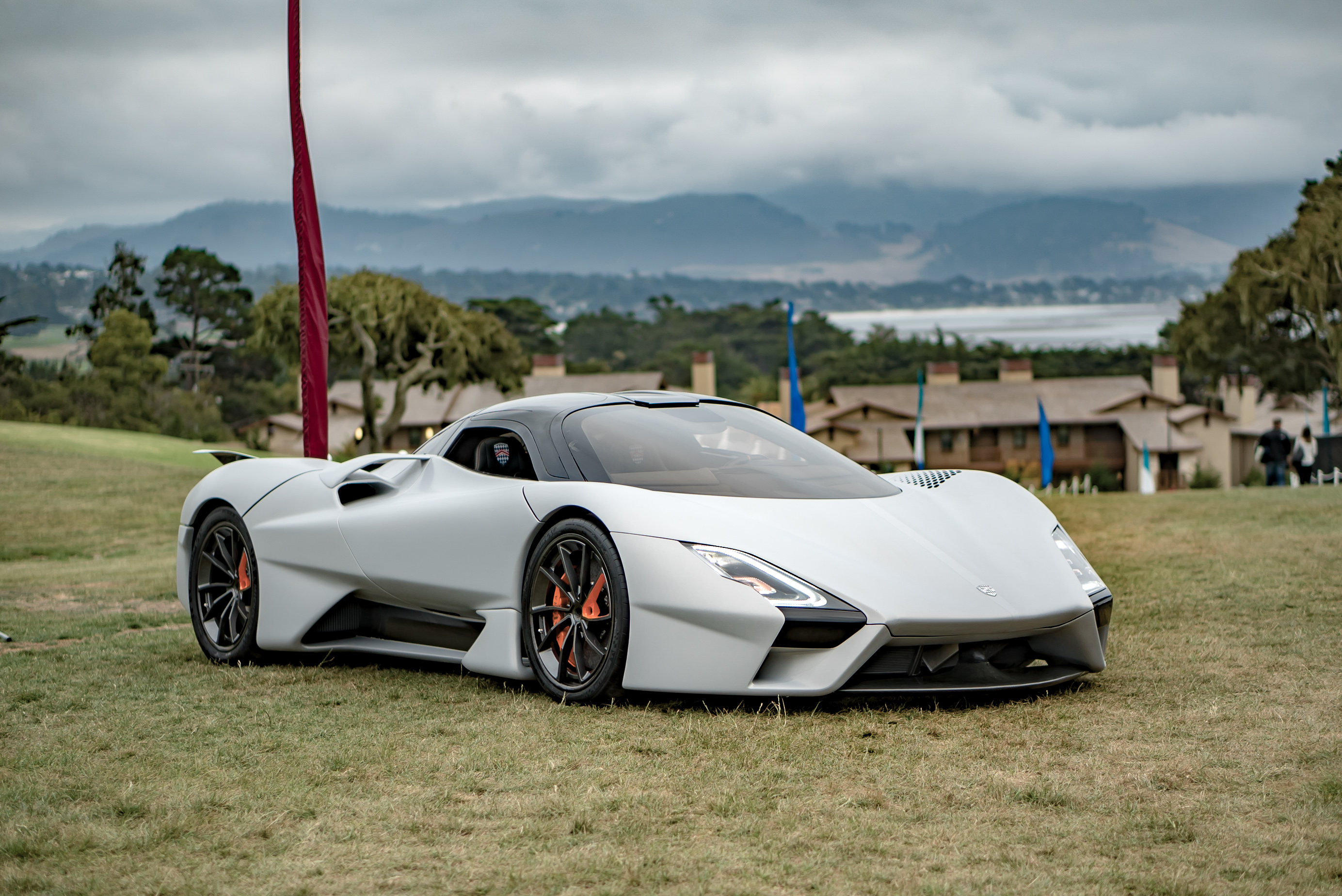
SSC Tuatara.